# 後藤忠政
後藤 忠政（ごとう ただまさ，1942年9月16日 - ）是一名日本的前黑幫分子、指定暴力團・六代目山口組舍弟、後藤組組長、原「伊堂組」舍弟、原「川内組」若頭補佐兼靜岡支部長。他的本名是後藤 忠正。
他也是日本航空（JAL）的最大股東。
祖父後藤幸正、發跡於富士川發電（後與東京電燈合併、現在為「東京電力」）以及「伊豆箱根鐵道」。
1969年，靜岡縣富士宮市組成「後藤組」，上部團體川内組。1977年，川内組被「菅谷組」破門，組長被殺害，川内組實質上的消滅。後藤組 移籍 山口組 伊堂組（組長・伊堂敏雄）擔任舍弟。
1984年7月，四代目山口組的開始，伊堂組長引退、後藤忠政昇格山口組直參。四代目山口組爆發「山一抗爭」時，積極的參與；五代目山口組時期擔任進出東京擴大勢力的先鋒部隊。
1992年5月22日夜，策劃襲擊電影《暴民之女》的監製、導演人伊丹十三。
2002年7月，就任山口組若頭補佐。2005年8月，六代目山口組的發展開始、就任舍弟。2006年5月，疑涉及東京澀谷大樓產權轉移不實的偽造文書罪被逮捕。2007年6月，上述嫌疑遭拘留，不過，辯護律師以體調不適為由，強制提出停止執行拘留，在交付7千萬元日幣保釋金後，被保釋出。
2008年10月14日、一般認為因後藤忠政組長在山口組會議的缺席問題，受到山口組「除籍」的處分，實質上卻是山口組內部存在著派系鬥爭的問題，在日前流出的一封直參連署的抗議文書成為事件發展的關鍵點。同年同月21日，後藤本人對外宣布引退。
2009年4月8日、後藤忠政在神奈川縣的淨發願寺內進行「得度式」（出家式）。